# Saltos ornamentais nos Jogos Olímpicos de Verão da Juventude de 2014 - Trampolim 3m Moças
As provas de saltos ornamentais' Trampolim 3m moças nos Jogos Olímpicos de Verão da Juventude de 2014' decorreram a 25 de Agosto de 2014 no natatório do Centro Olímpico de Desportos de Nanquim em Nanquim, China. A chinesa Wu Shenping foi campeã Olímpica, seguida de Ganna Krasnoshlyk, Prata pela Ucrânia, enquanto a malaia Zhiayi Loh conquistou o Bronze.

## Medalhistas
| Ouro   | CHN Wu Shenping       |
| Prata  | UKR Ganna Krasnoshlyk |
| Bronze | MAS Zhiayi Loh        |

## Resultados da final
| Pos.              | Atleta                    | Pontos |
| ----------------- | ------------------------- | ------ |
| Medalha de ouro   | CHN Wu Shenping           | 492.05 |
| Medalha de prata  | UKR Ganna Krasnoshlyk     | 459.10 |
| Medalha de bronze | MAS Zhiayi Loh            | 446.70 |
| 4                 | USA Gracia Mahoney        | 429.45 |
| 5                 | ITA Laura Bilotta         | 409.60 |
| 6                 | MEX Alejandra Orozco Loza | 398.05 |
| 7                 | BRA Ingrid de Oliveira    | 392.35 |
| 8                 | CAN Molly Carlson         | 388.00 |
| 9                 | SUI Vivian Barth          | 383.70 |
| 10                | GER Josefin Schneider     | 380.30 |
| 11                | SWE Veronika Lindahl      | 374.05 |
| 12                | COL Sara Beltran          | 345.80 |